# Диферданж
Диферданж (на френски: Differdange; на немски: Differdingen; на люксембургски: Déifferdeng) е град в югозападната част на Люксембург, част от кантон Еш сюр Алзет на окръг Люксембург.
Разположен е на 304 m надморска височина в най-източния край на Парижкия басейн, на границата с Франция и на 20 km югозападно от град Люксембург. Селището възниква около средновековен замък и се разраства през Индустриалната революция, превръщайки се в основния център на люксембургската черна металургия.

## Спорт
Сред местните футболни отбори са ФК Диферданж 03 и Прогрес Нидеркорн.

## Известни личности
Родени в Диферданж
- Никола Шмит (р. 1953), политик